# Aphrodelics
 (novembre 2020).
Aphrodelics est un ancien groupe de hip hop électro autrichien fondé à Vienne en 1995. Leur premier single On the Rise sort en 1996 et leur premier album du même nom sort chez BMG en 1998. Plusieurs morceaux de l'album sont alors largement diffusés sur les radios et chaines de TV musicales comme Rollin' On Chrome.
Ils rappent en anglais parce que cette langue était un moyen de communication pour les jeunes des communautés étrangères présents de leur région, et aussi probablement pour dépasser les frontières.
Le groupe est composé de Mike Ongeri, Igor Kölblinger, Rodney Hunter et George Ogunleye.